# Sarah McCreanor
Sarah McCreanor (Brisbane, 2 de agosto de 1992), conocida en línea como Smac o Hydraulic Press Girl, es una actriz, bailarina, comediante y creadora de contenido australiana. Es conocida por sus series de contenidos en las que mueve su cuerpo para imitar objetos aplastados en prensas hidráulicas. Entre otras actividades, ha actuado en unos 70 anuncios de televisión.

## Primeros años de vida
McCreanor nació el 2 de agosto de 1992 en Brisbane, Australia. Su formación como bailarina y su interés por el humor se inspiraron en gran medida en el dúo cómico australiano Lano y Woodley y el actor canadiense Jim Carrey. En la Academia de Industrias Creativas de Queensland, McCreanor se especializó en Teatro y Artes Visuales y se graduó en 2009.

## Carrera
De 2012 a 2013 protagonizó el espectáculo Cómo entrenar a tu dragón Arena Spectacular, compartiendo su papel de Astrid con la actriz estadounidense Gemma Nguyen. El espectáculo, que se estrenó en Australia, realizó una gira por otros países y finalizó en Los Ángeles, California. McCreanor decidió migrar a la ciudad de forma permanente. Posteriormente, una parte importante de los ingresos de McCreanor provino de su trabajo en la industria comercial; de 2013 a 2022 participó en unos 70 anuncios. Produjo contenido promocional para compañías como Netflix, Levi's y Warner Bros. Además de actuar en programas de televisión y videos musicales, McCreanor participó en la versión estadounidense de So You Think You Can Dance y Dancing with Myself en 2019 y 2022, respectivamente. También ha realizado frecuentemente sesiones de fotografía y posee un estudio de producción en el centro de Los Ángeles.
En Internet, McCreanor empezó a hacer vídeos de ella misma imitando animales. Con el tiempo, observó muchos vídeos de reacciones a imágenes de objetos aplastados en prensas hidráulicas. McCreanor consideró que las personas que reaccionaban lo hacían en su mayoría simplemente cambiando las expresiones faciales sin hablar. Esto la hizo comenzar Hydraulic Press Girl («chica de la prensa hidráulica»), una serie de videos en los que hace movimientos corporales con ropa colorida para imitar un objeto aplastado, con su danza y el video del objeto mostrados uno al lado del otro. Publicó el primer vídeo de Hydraulic Press Girl en diciembre de 2020 en TikTok con imágenes de la cuenta de YouTube "Hydraulic Press Channel". En sus palabras, Hydraulic Press Girl retrató el arte más como un «fluido vivo [...] que una especie de objeto estático e inerte que admiramos a distancia». Según su sitio web, la serie probablemente comenzó a volverse viral a principios de 2021, y desde ese año, comenzó a utilizar su propia pequeña prensa para los videos. Celebró su centésima «prensa» en junio de 2022.

## Imagen pública y recepción
La serie viral Hydraulic Press Girl ha sido considerada como el principal contribuyente a su fama en línea. Roberto Badillo, de El Heraldo de México, consideró a McCreanor una de las influencers más admiradas de su país. Llegó a más de 1,2 millones de suscriptores en YouTube y mil millones de visitas en diciembre de 2023. En TikTok, tenía más de 1,6 millones de seguidores en octubre de 2021, y más de 2,6 millones en diciembre de 2022.
Fue incluida en los premios Creative 100 2022 de Adweek, y Natalie Venegas elogió sus videos en línea «peculiares y divertidos» y sus colaboraciones con otros creadores. En «Creadores del mañana» de 2022 de Meta Platforms, McCreanor fue reconocida por su «excelencia creativa». La Galería Nacional de Victoria eligió clips de la serie Hydraulic Press Girl para exhibirlos en su exposición trienal 2023-24. El equipo de mercadotecnia de la galería escribió que el trabajo de McCreanor tenía una «unión de violencia y humor intrascendentes, ironía y performance [que] culminan en una respuesta visceral al potencial del cuerpo humano».

### Controversia de Billy Studios
En un video viral de TikTok de noviembre de 2022, McCreanor compartió mensajes privados de un influencer anónimo en la cuenta comercial de Instagram de un estudio que dirigía McCreanor, Billy Studios. Después de que McCreanor supuestamente rechazara la petición del influencer de hacer una sesión de fotos en el estudio de forma gratuita, el influencer envió notas de voz criticando al estudio por no saber «cómo trabajan los influencers». Según los informes, la persona anónima envió spam a McCreanor y al sitio web del estudio con correos electrónicos y quejas. Mara Leighton de Business Insider opinó que el hecho mostró la «cultura de creerse con privilegios» presente en la comunidad de influencers.

## Filmografía
| Año  | Título                     | Papel       | Notas                       |        |
| ---- | -------------------------- | ----------- | --------------------------- | ------ |
| 2019 | So You Think You Can Dance | Concursante | Temporada 16                | [ 9 ]  |
| 2022 | Dancing with Myself        | Concursante | Episodio: «Open Those Pods» | [ 10 ] |